# Ein Polterabend
Ein Polterabend ist eine Filmkomödie des Regisseurs Curt Bois aus dem Jahr 1955. Die Literaturverfilmung basiert auf der gleichnamigen Alt-Berliner Posse des Autors Werner Bernhardy, der auch am Drehbuch mitgewirkt hat. In der Hauptrolle verkörpert Rolf Moebius den Publizisten und Satiriker Adolf Glasbrenner.

## Handlung
Berlin in der Mitte des 19. Jahrhunderts: Adolf Glasbrenner, genannt „Brennglas“, ist ein kritischer Publizist und für seine provokativen Äußerungen bekannter Satiriker. Der Politik sind seine Veröffentlichungen unangenehm, bringen diese doch Tatsachen in den Blick der Öffentlichkeit, die für die an der politischen Macht stehenden eher peinlich sind.
Adolf Glasbrenner ist mit seiner Situation auch nicht zufrieden, da seine Verlobte Adele Peroni treue und loyale Dienste am königlichen Schauspielhaus leistet: Ein Umstand, der es ihm unmöglich macht, mit ihr die Ehe einzugehen. So beabsichtigt er, einen Auftritt seiner Braut am Schauspielhaus mit einem Polterabend zu stören. Folglich gerät Adele zwischen die Fronten. Einerseits will sie ihren fortschrittlich und demokratisch gesinnten Ehemann nicht vergrämen, andererseits gerät sie in einen Konflikt mit der Preußischen Reaktion. Der amtierende Kultusminister droht sogar damit, ihren Mann verhaften zu lassen, sollte sie einen Vertrag mit dem Schauspielhaus nicht unterschreiben.
Die Handlung des Films nimmt eine glückliche Wendung, als der Kultusminister mit weiteren Kollegen kompromittiert wird. Adele und Adolfs glücklicher Ehe steht nun nichts mehr im Wege.

## Produktion und Veröffentlichung
Der Film wurde auf Agfacolor im Studio Babelsberg produziert, die Außenaufnahmen entstanden in Berlin. Er wurde am 19. August 1955 erstmals in mehreren Berliner Kinos und am gleichen Tag im Offiziellen Versuchsprogramm des Fernsehzentrums Berlin gezeigt.

## Kritik
Heino Brandes schrieb im Neuen Deutschland:

„Curt Bois hat diese Altberliner Posse bereits mit Erfolg im Deutschen Theater inszeniert. Er ist ein bekannter, einfallsreicher Schauspieler, ein Meister der Improvisation. Manchmal ist im Film mit dem Regisseur der Schauspieler Bois durchgegangen, hat er Szenen sehr ausspielen und weitere um der Komik willen einfügen lassen.“

Das Lexikon des internationalen Films schreibt, dass der Film statt der angestrebten Berliner Atmosphäre lediglich schlecht inszenierten Klamauk bietet. Parallelen zu Leben und Werk des Satirikers Adolf Glasbrenner sind zwar beabsichtigt, aber wenig authentisch.